# Gimnazjum Akademickie w Toruniu

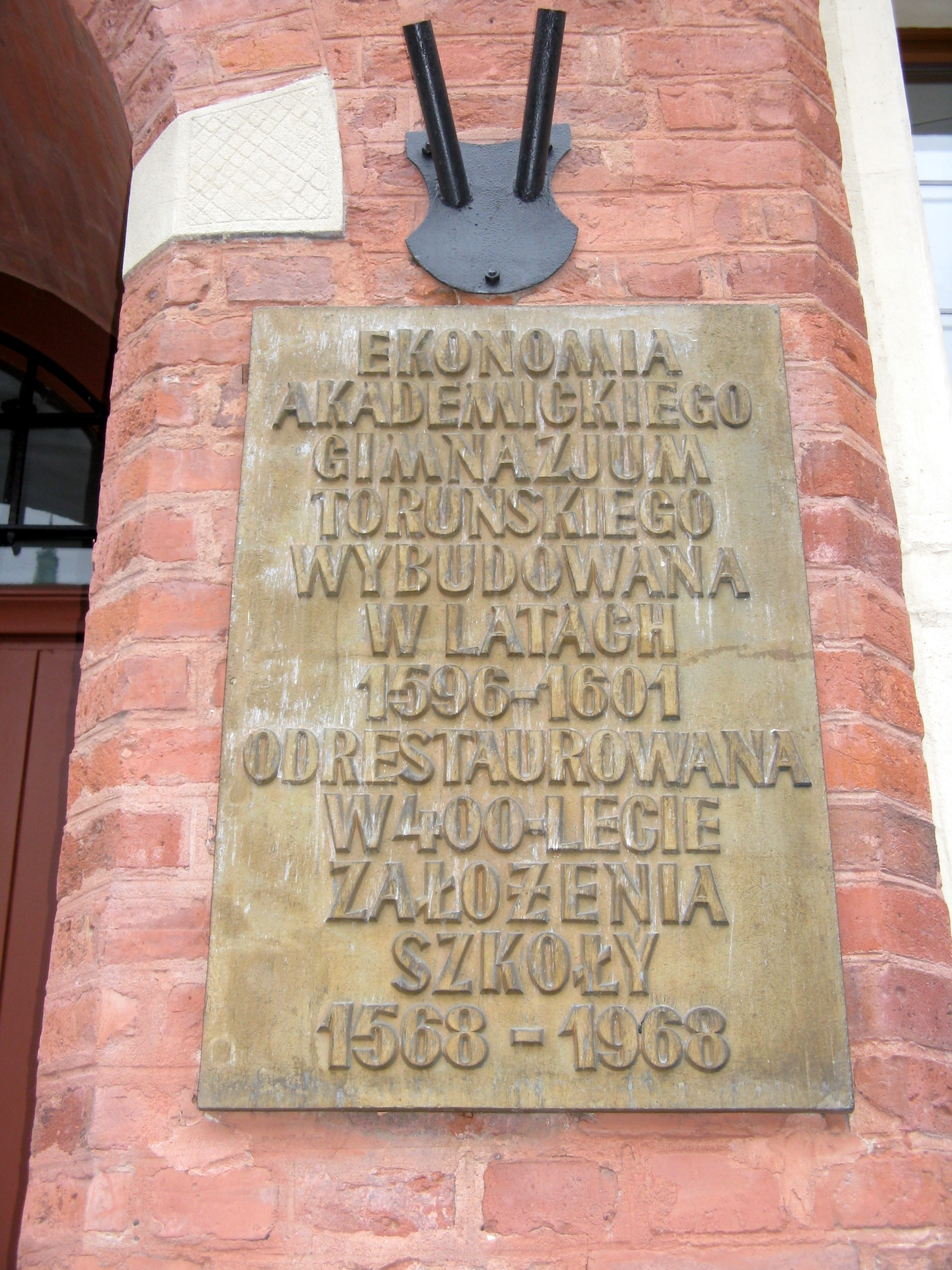
Tablica na budynku Sądu Okręgowego upamiętniająca 400-lecie założenia Toruńskiego Gimnazjum

Gimnazjum Akademickie w Toruniu (zwane również Seminarium Ecclesiae) – protestancka szkoła półwyższa założona w 1568 roku w Toruniu, odznaczająca się wysokim poziomem nauczania i nowatorstwem poglądów. Jedna ze słynnych uczelni w Królestwie Polskim.

## Historia
Gimnazjum toruńskie powstało w 1568 roku z przekształcenia istniejącej już wcześniej szkoły miejskiej. Początkowo mieściło się w budynkach dawnego klasztoru franciszkańskiego przy kościele Mariackim. Przystosowanie budynków w Gimnazjum miało miejsce w latach 1564–1565. Gimnazjum Toruńskie było trzecim (po elbląskim z 1535 i gdańskim z 1556) gimnazjum ewangelickiej w Prusach Królewskich. Początkowo szkoła zatrudniała 11-12 nauczycieli (4-6 z nich było profesorami).
W latach 1584–1594 burmistrz Torunia Henryk Stroband przeprowadził reformę Gimnazjum. Dzięki jego działaniom w 1598 roku Gimnazjum Toruńskie podniesiono do rangi Gimnazjum Akademickiego. Bardzo duży nacisk kładziono na łacinę, zaniechano nauczania matematyki i przedmiotów przyrodniczych. Program nauczania rozszerzono z sześciu do dziesięciu lat. Promocja do następnej klasy była uzależniona od zdania obowiązkowego egzaminu. W ciągu dziesięciu (według innego źródła dwunastu) lat uczeń miał nauczyć się około 20 tys. słów w języku łacińskim. Język niemiecki był językiem pomocniczym wyłącznie w trzech pierwszych klasach. Uczniowie nie mieli wakacji. Szkoła dysponowała przepisami szczegółowo regulującymi życie codzienne uczniów.
Ponadto Stroband przyczynił się do utworzenia biblioteki gimnazjalnej (1594) i drukarni (1598), zaadaptował pomieszczenia dawnego klasztoru franciszkańskiego do celów edukacyjnych oraz zlecił budowę bursy dla ubogich (1598–1601), ale również i zdolnych uczniów gimnazjum. Biblioteka miała bogaty księgozbiór, składający się m.in. ze zbiorów poklasztornych, rady miejskiej oraz darowizn. Ponadto miała obszerny zbiór kartograficzny, szkielet ludzki oraz portrety sławnych ludzi oraz sponsorów szkoły. Układ biblioteki wzorowano na księgozbiorze uniwersyteckim w Lejdzie.
W Gimnazjum uczyli się torunianie oraz młodzież mieszczańska i szlachecka wyznania protestanckiego, pochodząca z Polski, Litwy, Śląska, Pomorza Zachodniego i Węgier. Wielu absolwentów Gimnazjum studiowała na uniwersytetach, głównie we Frankfurcie nad Odrą, Królewcu, Lipsku i Wittenberdze. Wyedukowani na zachodnich uniwersytetach profesorowie uczestniczyli w naukowym, religijnym i kulturalnym życiu Torunia. Szkołę ukończyli m.in. burmistrz i historyk Torunia Jakub Henryk Zerneke, matematyk i inżynier Adam Freytag, fizyk i pedagog Michał Jan Hube, anatom, lekarz i fizyk Samuel Thomas von Sömmering, prezydent i historyk Karol Gotthelf Praetorius, gdański teolog i pedagog Jan Wilhelm Linde oraz jego brat językoznawca Samuel, księgarz, drukarz i wydawca Ernst Lambeck, działacz narodowy Ludwik Romuald Slaski. W 1660 roku odbyła się dysputa szkolna, podczas której prawdopodobnie po raz pierwszy na ziemiach polskich potwierdzono teorię heliocentryczną Mikołaja Kopernika. Wśród wykładowców Gimnazjum byli m.in. kaznodzieja w kościele św. Jerzego Michał Bogusław Ruttich, poeta łaciński Ulryk Schober, historyk Krzysztof Hartknoch, poeta Jan Rybiński, pastor w kościele św. Trójcy Efraim Oloff, historyk i redaktor lokalnych pism naukowych Georg Peter Schultz, luterański pisarz religijny Erazm Gliczner, kryptokalwinista i pieśniarz Piotr Artomiusz Krzesichleb, brat czeski i polemista protestancki Jan Turnowski. W pierwszej połowie XVII wieku 20% uczniów Gimnazjum Akademickiego pochodziło spoza Rzeczypospolitej.
Uczniowie Gimnazjum przez wiele lat byli w konflikcie z uczniami kolegium jezuickiego. Jednocześnie rywalizujące ze sobą szkoły chcąc zachować swój prestiż przez wiele lat utrzymywały wysoki poziom nauczania. Po tumulcie toruńskim w 1724 roku i odebraniu protestantom dotychczasowych budynków szkoły, siedzibę gimnazjum umieszczono w budynku bursy, w pobliżu kościoła Wniebowzięcia Najświętszej Marii Panny.
Pod panowaniem pruskim szkoła straciła swój charakter wyznaniowy. W 1821 roku na rzecz Gimnazjum przeszły budynki po klasztorze franciszkanów. Ze względu na zły stan techniczny budynki rozebrano rok później. Jej tradycje kontynuuje I Liceum Ogólnokształcące im. Mikołaja Kopernika.